# 白色黃金

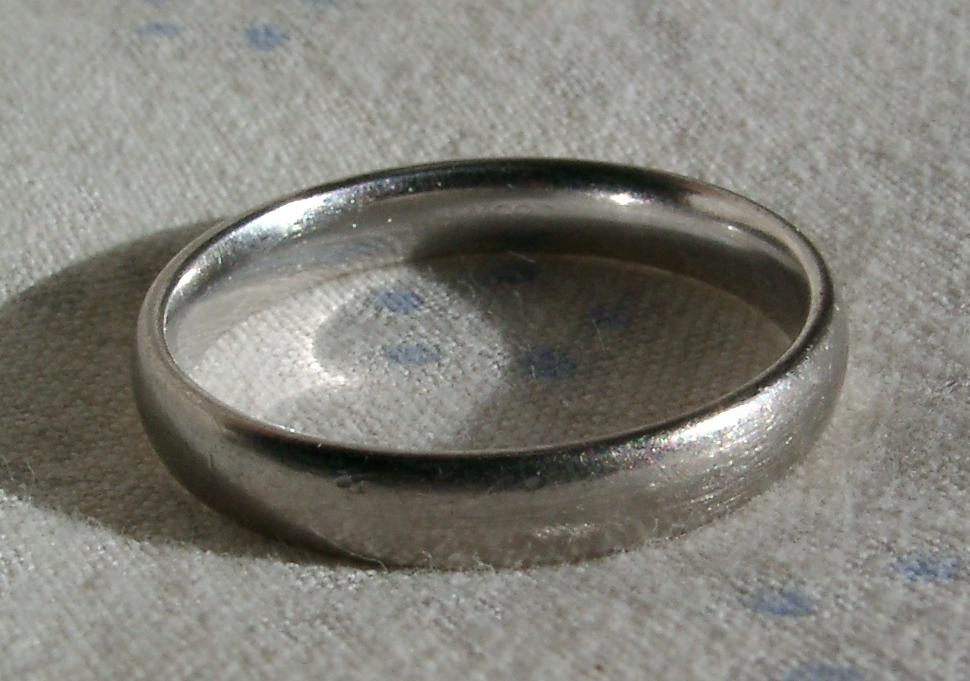
铑电镀的钯金戒指

白色黃金（英語：White gold），或稱白K金、白金、白色K金、白色合金，是黄金和至少一种白色金属（譬如镍、银、钯等）混合所制成的合金。和黄金一样，白色黃金也是以克拉为纯度度量单位的。

## 特性
白色黃金的品質取决于其所包含的金属种类和比例。不同白色合金有不同的用途：金镍合金硬度高，适合做戒指、装饰扣；金钯合金软而富于延展性，适合做宝石首饰的底座，如戒托。質地最好且高價值的白色黃金，是至少含量在17K的金钯合金，有时甚至还要加少许铂以增加重量和耐磨损性，但这需要专业的金匠。
少数高品質的白色黃金可以长期保持银光闪闪，大部分的白色黃金的颜色则容易发雾、变暗，且根據組成的不同可能帶有淡黃色、淺棕色或非常淡的玫瑰色，珠寶業者通常透过在白色黃金表面镀一层薄薄的铑来維持其閃亮的銀白色光澤。通常白色黃金制品需要清洗，有时还可以重新镀铑。

## 和铂金的关系
由於白色黃金與貴金屬鉑外觀相似，有時會被不法商人用于冒充鉑。香港政府規定这种黄金的白色合金要用「白色黃金」这个名称，以免與俗称“白金”的鉑混淆。

## 过敏
大约有八分之一的人会对镍合金白金过敏，有时这种过敏是在女性怀孕之后开始。对钯合金白金过敏的人很少。